# پیتر دروری
پیتر دروری (به انگلیسی:Peter Drury) متولد ۲۴ سپتامبر ۱۹۶۷ در انگلستان گزارشگر فوتبال است. پیش از این او در آی تی وی اسپرت به عنوان مفسر شماره دو فوتبال آنجا بود. نقشی که از سال ۱۹۹۸ تا ۲۰۱۳ بر عهده داشت. در حال حاضر، دروری برای لیگ برتر انگلیس و بی تی اسپرت (انگلیس) کار می‌کند و لیگ برتر انگلیس، جام حذفی انگلیس و همچنین برای سی بی اس اسپرتز (ایالات متحده) ، لیگ قهرمانان اروپا و لیگ اروپا را پوشش می‌دهد.او یکی از بی نقص ترین و عالی ترین گزارشگران فوتبال است 

او همچنین گزارش و تفسیر سری بازی های PES در کنار جیم بگلین را در کارنامه خود دارد.